# 強納森·史寇普
強納森·魯菲諾·海茲斯·史寇普（西班牙語：Jonathan Rufino Jezus Schoop，/skoʊp/ SCOPE，1991年10月16日—），為美國職棒大聯盟的二壘手，目前為自由球員。他先前曾效力過金鶯、釀酒人、雙城與老虎等隊，2017年他曾入選明星賽。

## 職業生涯

### 巴爾的摩金鶯

#### 2013年–2015年
2013年9月3日，史寇普被金鶯登錄進40人擴編名單內。他於9月25日完成初登板，並在首打席就敲出生涯首安，兩個打席後擊出生涯首轟。該年他出賽5場比賽，打擊率2成86。
2014年4月9日，史寇普面對田中將大擊出生涯第二轟。該年他出賽137場比賽，打擊率2成09，並敲出16轟與45分打點。該年金鶯隊以96勝66敗拿下美東龍頭。史寇普在分區賽的打擊率為3成，最後球隊順利橫掃老虎隊。不過他在美聯冠軍賽的打擊率下滑至0成91，最後球隊遭到皇家4場淘汰。
2015年4月11日，史寇普擊出生涯第一發滿貫砲。4月17日，他因為在比賽中不慎扭到後十字韌帶和外側副韌帶，最後只能待在傷兵名單內。該年他僅出賽86場比賽，打擊率2成79，並敲出15轟與39分打點。他這一年的守備率為.982。而金鶯隊的戰績為81勝81敗，無緣進入季後賽。

#### 2016年–2018年
2016年，史寇普在前10場比賽就敲出3支全壘打。8月14日，他在面對巨人隊的比賽中，於第9局敲出逆轉全壘打，幫助球隊克服7分落後拿下勝利。8月22日，史寇普擊出單季第20轟。該年他打擊率為2成67，25轟82分打點。球隊也在這一年闖進季後賽，不過卻在外卡戰輸給藍鳥隊。
2017年上半季，史寇普的打擊率為2成97，16轟51分打點。他也入選生涯首次的明星賽。該年他出賽160場比賽，打擊率2成93，32轟105分打點。他在美聯MVP票選中排行第12名。
2018年4月14日，他因為右斜肌受傷而進入傷兵名單。上半季他的表現不太理想，打擊率2成29，並敲出10轟與25分打點。不過他在下半季手感回溫，還追平了二壘手最多的連續5場開轟紀錄。

### 密爾瓦基釀酒人
2018年7月31日，金鶯隊用史寇普向釀酒人交易強納森·維拉與兩名小聯盟球員。他在釀酒人的打擊率並不好，只有2成02。他在季後賽8個打數甚至一支安打都沒有打出來。

### 明尼蘇達雙城
2018年12月6日，史寇普與雙城簽下1年750萬美元的合約。
2019年8月28日，他在比賽中擊出單季第20轟與21轟，成為雙城隊第7位單季達成20轟以上的球員。該年他的打擊率為2成56，並敲出23轟與59分打點。不過他的守備率.968為二壘手最低。

### 底特律老虎
2019年12月21日，史寇普與老虎簽下1年610萬美元的合約。他在2020年7月24日進入球隊的開幕戰名單內，9月13日因為被觸身球擊中手腕造成球季報銷。該年他的打擊率為2成78，並敲出8轟與23分打點。
2021年2月5日，史寇普與老虎簽下一年450萬美元的合約。8月7日，他與球隊簽下2年1500萬美元的延長合約。整季他的打擊率為2成78，並敲出22轟與全隊最高的84分打點。
2022年5月30日，史寇普敲出生涯第1000支安打，為史上第三位達成生涯千安成就的古拉索人。這年他的打擊率為2成39，而他.561的OPS在大聯盟敬陪末座。隔年他的打擊率更是只剩下2成13，不但沒有全壘打，還僅打回7分打點。2023年7月8日，他遭到球隊指定讓渡，並在13日被老虎釋出。

## 個人生活
史寇普小時候曾在2004年拿下世界少棒大賽冠軍。他的哥哥Sharlon Schoop也是一名棒球員。

## 外部連結
- 球員資訊和成績在MLB ，ESPN ，Retrosheet ，Baseball Reference ，Baseball Reference (Minors) ，Fangraphs ，The Baseball Cube （英文）
- 強納森·史寇普在台灣棒球維基館上的頁面（繁體中文）